# Nina Gładziuk
Nina Gładziuk (Janina Gładziuk-Okopień) – polska filozofka, specjalizująca się w filozofii polityki, profesor nadzwyczajna ISP PAN.

## Życiorys
Absolwentka UW, doktorat uzyskała w Instytucie Filozofii UW w 1992 r. (praca napisana pod kierunkiem Marka Siemka), habilitację – w Instytucie Studiów Politycznych PAN w 2006 r. Jest profesorem w ISP PAN, wykładała w Szkole Głównej Handlowej, Uniwersytecie Kardynała Stefana Wyszyńskiego, w Collegium Civitas. Stypendystka Fulbrighta, New School for Social Research oraz International Center for Jefferson Studies.
Redaktor naczelna czasopisma naukowego Civitas. Studia z filozofii polityki.

## Rodzina
Była żona prof. Krzysztofa Okopienia

## Publikacje
- Cóż po Grekach? Archetyp polis w twórczości Hannah Arendt (Warszawa 1992)
- Omphalos. Płeć jako problem filozofii politycznej Greków (Warszawa 1997)
- Druga Babel. Antynomie siedemnastowiecznej angielskiej myśli politycznej (Warszawa 2005)